# Denis
Os Deni (também conhecidos como Jamamadi) são  povos indígenas que vivem no Brasil, no estado do Amazonas. Com uma população total de 1.610 pessoas, faziam parte da família linguística Arawá.

## Leituras adicionais
- Beto Ricardo; Fany Ricardo, ed. (2011). Povos Indígenas no Brasil: 2006-2010. São Paulo: Instituto Socioambiental. 763 páginas. ISBN 9788585994853. Consultado em 2 de setembro de 2017